# Hamza Bumadjan
Hamza Bumadjan (ur. 1991) – marokański zapaśnik walczący w obu stylach. Brązowy medalista mistrzostw Afryki w 2014 i 2015. Pierwszy i trzeci na mistrzostwach arabskich w 2015 roku.